# Сарпсборг (стадион)
Стадион Сарпсборг (норв. Sarpsborg Stadion) — футбольный стадион клуба Сарпсборг 08. Стадион находится в Норвегии, Сарпсборг. Стадион находится на 1725 Sarpsborg.

## История
Стадион был построен и открыт в 1930 году.
12 октября 1945 года был побит рекорд посещаемости на стадионе. Эта произошло во время финала кубка Норвегии 1945 между Фредрикстадом и Люном
На этом стадионе проходили чемпионаты Норвегии по легкой атлетике 1954 и 1960 годов.

## Лига Европы УЕФА 2018/2019
Вот эти матчи проходили на этом стадионе во время лиги Европы:
| Сарпсборг 08                        | 3:1     | Генк         |
| ----------------------------------- | ------- | ------------ |
| Мортенсен 6′, 63′ · Захариассен 54′ | (отчёт) | 49′ Троссард |

| Сарпсборг 08  | 1:1     | Мальмё       |
| ------------- | ------- | ------------ |
| Халворсен 87′ | (отчёт) | 79′ Виндгейм |

| Сарпсборг 08           | 2:3     | Бешикташ                      |
| ---------------------- | ------- | ----------------------------- |
| Мухаммад 1′ · Хейнц 6′ | (отчёт) | 62′, 90′Ленс · 66′ Вагнер Лав |